# Pieter van Dijk (Organist)
Pieter van Dijk (* 2. Januar 1958 in Rheden) ist ein niederländischer Organist und Professor am Conservatorium van Amsterdam und an der Hochschule für Musik und Theater Hamburg.

## Leben
Pieter van Dijk studierte an der Musikhochschule in Arnhem bei Bert Matter und vertiefte sein Orgelspiel bei Gustav Leonhardt, Marie-Claire Alain und Jan Raas. Seit 1989 hat er eine Professur für Orgel am Conservatorium van Amsterdam und seit 1995 eine Professur für Orgel, Improvisation und Methodik an der Hochschule für Musik und Theater Hamburg inne. Zudem hat er Gastprofessuren an verschiedenen europäischen Hochschulen.
An der Laurenskerk in Alkmaar ist er Organist der berühmten Orgel von Van Hagerbeer (1645) / Franz Caspar Schnitger (1725) und der spätgotischen Orgel von Jan van Covelens (Johann von Koblenz) (1511). Seit 2004 ist er zugleich Stadtorganist von Alkmaar.
Pieter van Dijk ist auch als Orgelsachverständiger aktiv. So war er beispielsweise bei der Rekonstruktion der Orgel von Sankt Katharinen in Hamburg, an den Restaurierungen der Orgeln in Olkusz und Mölln und am Bau der Monteverdi-Orgel beteiligt.
Van Dijk hat mehrere CD-Aufnahmen mit Orgelmusik aus der Renaissance und dem Barock, aber auch der Moderne eingespielt und nahm von 2017 bis 2022 das gesamte Orgelwerk von Johann Sebastian Bach auf 21 CDs auf. Er verfolgt eine internationale Konzerttätigkeit in Europa, den USA und Japan. Auf den internationalen Orgelwettbewerben in Deventer (1979) und Innsbruck (1986) gewann er Preise, 2013 wurde er mit dem Preis der deutschen Schallplattenkritik ausgezeichnet. Im Jahr 2021 erhielt er den Oeuvre-Preis des  Victoriefonds Alkmaar. Zusammen mit Frank van Wijk ist er künstlerischer Leiter des Orgel Festival Holland.

## Diskografie
- Sweelinck 400 years, between West and East. Pieter van Dijk in Alkmaar, Krzysztof Urbaniak in Olkusz. 2 CD. dmp records 2021.
- Bach – Complete Organ Works 10: Alternative versions. Van Hagerbeer/Schnitger-Orgel der Laurenskerk in Alkmaar und Wagner-Orgel der Nidaros Domkirke in Trondheim. 3 CD. dmp records 2023.
- Bach – Complete Organ Works 9: Die Kunst der Fuge. Van Hagerbeer/Schnitger-Orgel der Laurenskerk in Alkmaar. 2 CD. dmp records 2022.
- Bach – Complete Organ Works 8: North German Influences. Flentrop-Orgel in Sankt Katharinen, Hamburg und Stellwagen-Orgel in Lübeck. 2 CD. dmp records 2022.
- Bach – Complete Organ Works 7: Schübler-Choräle. Van Hagerbeer/Schnitger-Orgel der Laurenskerk in Alkmaar. 2 CD. dmp records 2021.
- Bach – Complete Organ Works 6: Kirnberger-Sammlung. Hinsz-Orgeln in Harlingen und Bolsward. 2 CD. dmp records 2020.
- Bach – Complete Organ Works 5: Neumeister-Sammlung. Van Hagerbeer/Schnitger-Orgel der Laurenskerk in Alkmaar. 2 CD. dmp records 2019.
- Bach – Complete Organ Works 4: Gottfried Silbermann. Orgeln im Freiberger Dom und in Ponitz. 2 CD. dmp records 2019.
- Bach – Complete Organ Works 3: Leipziger Choräle. Van Hagerbeer/Schnitger-Orgel der Laurenskerk in Alkmaar. 2 CD. dmp records 2018.
- Bach – Complete Organ Works 2: Orgelbüchlein. Garrels-Orgel der Nicolaaskerk in Purmerend. 2 CD. dmp records 2018.
- Bach – Complete Organ Works 1: Clavier Übung III. Van Hagerbeer/Schnitger-Orgel der Laurenskerk in Alkmaar. 2 CD. dmp records 2017 (mit Elma Dekker, Sopran).
- 50 Years Klop Early Keyboard Instruments, Pieter van Dijk plays his Klop Chamber organ. CD. 2016.
- Antonio Soler: Six Concertos for Two Organs. CD, Brilliant Classics 2015 (mit Maurizio Croci).
- Jan Pieterszoon Sweelinck: De orgel- en klavecimbelwerken (= The Sweelinck monument. Deel 4). CD, Note 1 Music, Heidelberg 2015.
- Ton sur Ton, Nieuwe muziek voor saxofoons en orgel. CD, Orgelpark, 2014 (mit Amstel Quartet, Leo van Doeselaar, Arno Bornkamp).
- mit Frank van Wijk, Leo van Doeselaar, Bernard Winsemius: Alkmaar, the Organs of the Laurenskerk. 2 DVD/CD, Fugue State Films, 2013.
- Regina Renata. Die Orgel in St. Katharinen Hamburg. CD, Karola Parry/Udo Potratz, Hamburg 2013 (Pieter van Dijk, Andreas Fischer, Wolfgang Zerer: Werk von Heinrich Scheidemann, Johann Adam Reincken, Johann Sebastian Bach, Heinrich F. Degenhardt, Hugo Distler).
- „Spielen in die Orgel“. Barocke Meisterwerke für Violine und Orgel an den Orgeln der Grote Sint Laurenskerk, Alkmaar. CD, Klassik-Center, Kassel 2007 (mit Annegret Siedel: Werke von Johann Sebastian Bach, Johann Adam Reincken, Dieterich Buxtehude, William Brade, Heinrich Scheidemann, Johann Schop).
- Orgels van de Grote Sint Laurenskerk Alkmaar. CD 2004.01 (mit Frank van Wijk).
- Historical organs of Alkmaar. CD-Rom, Stichting Internationaal Schnitger Orgelconcours, Alkmaar 2000, ISBN 90-805973-1-7.
- Transcriptions: Concerti & Trios by Vivaldi, Johann Ernst, Telemann, Fasch, Couperin = Transkriptionen / Johann Sebastian Bach. CD, Hänssler, Holzgerlingen 2000.
- Van Covelens Organ Anno 1511. Grote Sint Laurenskerk Alkmaar-Holland: Werke von Sweelinck, Frescobaldi u. a. CD. Contrapunctus Musicus 2000.
- Het historische orgel in Nederland 5. CD, Nationaal Instituut voor de Orgelkunst, Amsterdam 1999.
- Heinrich Scheidemann: Organ Works. Vol. 1. CD, Naxos, Kirchheim bei München 1998.
- 100 Years organ music from the Netherlands. CD, NW Classics 1994 (mit Jan Jansen, Albert de Klerk, Hans van Nieuwkoop, Jan Raas, Janjob Remmers,)
- Pieter van Dijk a l’orgue Gheude, Pla de Santa Maria. CD, CEOS 1993.
- Organs of the Netherlands 3, Recital by Pieter van Dijk at the organ of Oosthuizen. CD, Emergo classics 1993.
- Organs of the Netherlands 6, Recital by Pieter van Dijk at the Baetz organ of the Round Lutheran Church in Amsterdam. CD, Emergo classics 1993.

## Publikationen (Auswahl)
- De creatie van een Monteverdi-orgel. In: Het Orgel. Jg. 116, Nr. 4, 2020, S. 37–42.
- mit Frank van Wijk (Hrsg.): The Camphuysen Manuscript. (= ECHO Collection of Historical Organ Music. Band 2). Ut Orpheus, Bologna 2018, ISMN 9790215325340 (Suche im DNB-Portal).
- Fantasia in g-Minor BWV 542: Bach’s Chromatic Fantasia for Organ. In: „Ars et Usus Musicae Organicae.“ Essays in Honour of Olli Porthan. Sibelius Academy Helsinki, Helsinki 2017, ISBN 978-952-329-084-6, S. 77–92.
- Struktur und Klanggestaltung in Bachs Concerto-Transkriptionen für Orgel. In: Orgelbau, Orgelspiel und Kirchenmusik einst und jetzt. Lit-Verlag, Wien 2013, ISBN 978-3-643-50506-4, S. 103–138.
- Haltungsaspekte im Orgelspiel. Hochschule für Musik und Theater, Hamburg ca. 2013.
- Die Bach-Ästhetik in Karl Straubes Edition von 1913. In: Bach-Interpretation und -rezeption seit dem 18. Jahrhundert. Verlag der Musikalienhandlung Wagner, Schneverdingen 2003, S. 137–150.
- Verte Citissime, on Turning Pages in Matthias Weckmann’s Organ Music. In: Urut Ajassa, Festschrift for Kari Jussila. Sibelius Academie, Helsinki 2003, ISBN 952-9658-77-X.
- Aspects of Fingering and Hand Division in Lynar A1. In: Sweelinck Studies, Proceedings of the Sweelinck Symposium. STIMU, Utrecht 2002, ISBN 90-72786-09-2.
- De organisten van het Witte-orgel in de Oude Lutherse Kerk. In: Pieter van Dijk, Harry Donga (Hrsg.): Monumentale orgels van Luthers Amsterdam. Boekencentrum, Zoetermeer 1998, ISBN 90-239-0367-6, S. 232 ff.
- Aspecten van handverdeling en pedaalgebruik in de orgelwerken van Sweelinck volgens het handschrift Lynar A1. In: Het Orgel. 91, November 1995, S. 365–374.
- mit Peter Westerbrink: Matthias Weckmann and the Use of the Organ in the Jacobikirche in Hamburg in the Seventeenth Century. Boeijenga, Sneek 1991.